# Aphis korshunovi
Aphis korshunovi är en insektsart. Aphis korshunovi ingår i släktet Aphis och familjen långrörsbladlöss. Inga underarter finns listade i Catalogue of Life.